# Haustür Salvatorgasse 12 (Nördlingen)

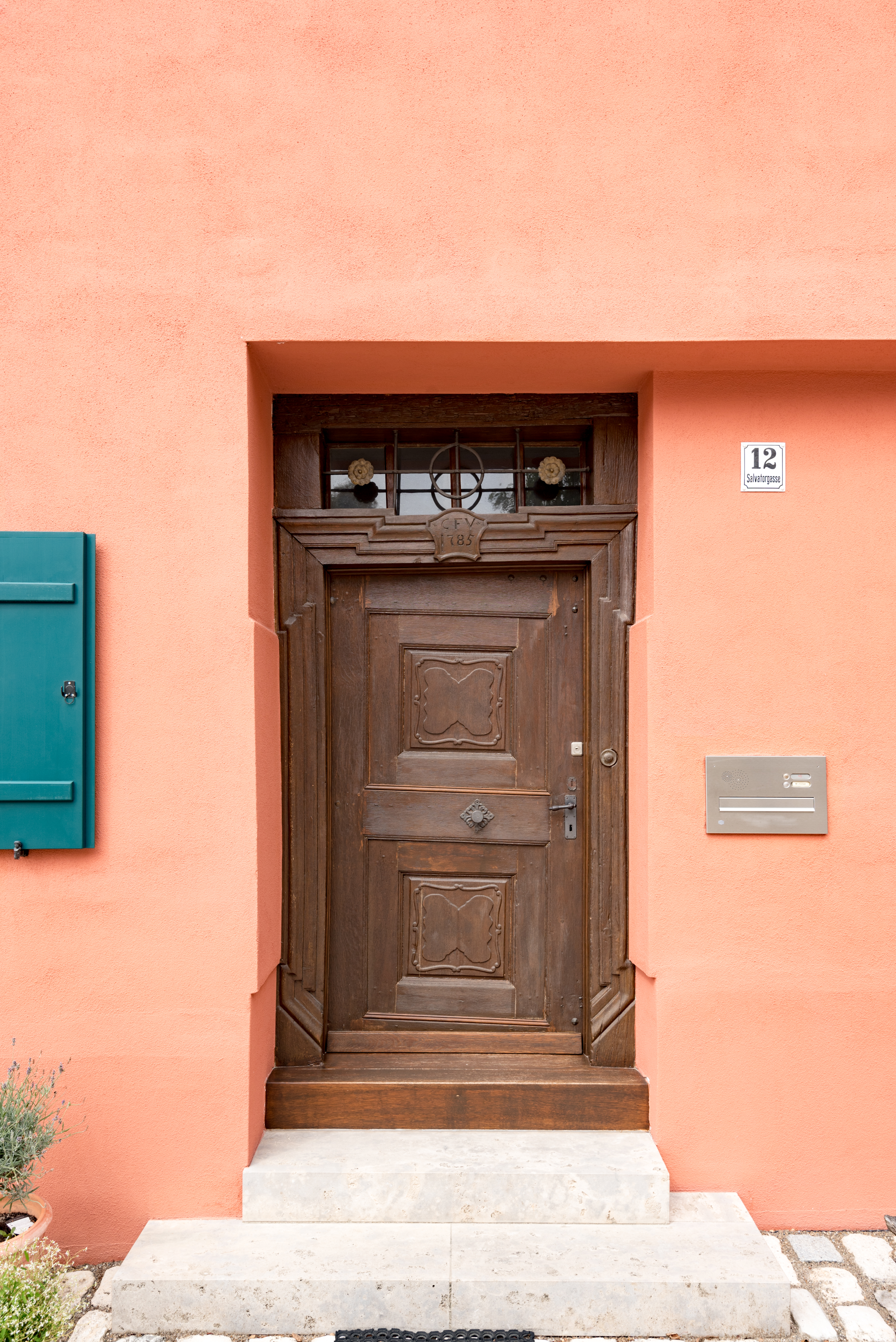
Haustür Salvatorgasse 12 in Nördlingen

Die Haustür Salvatorgasse 12 in Nördlingen, einer Stadt im schwäbischen Landkreis Donau-Ries in Bayern, wurde 1785 geschaffen. Die barocke Haustür des im 15. Jahrhundert entstandenen Hauses ist ein geschütztes Baudenkmal.
Die geschnitzte Zweifeldertür mit geohrter Bekleidung hat ein Oberlicht mit schmiedeeisernem Gitter. Sie ist in einer Kartusche mit den Initialen des damaligen Hauseigentümers C.F.V. und der Jahreszahl 1785 bezeichnet. 
Der Türgriff und der Knauf sind aus späterer Zeit.